# Denis Sullivan
Pour les articles homonymes, voir Sullivan.
Le Denis Sullivan est une goélette à trois mâts, à coque bois, construite de 1995 à 2000 à Milwaukee par la Wisconsin Lake Schooner Education Association pour son propre compte. Il est le fleuron de l'État du Wisconsin et il participe au Programme des Nations unies pour l'environnement.

## Histoire
Quoique n'étant pas une réplique de bateau dans sa conception, il est tout de même un condensé des meilleurs anciens schooners des Grands Lacs américains du XIXe siècle comme le Rouse Simmons, le Clipper City ou l’Alvin Clark.
Il a été conçu par l'architecte de la compagnie Timothy Graul Marine Design dès 1993. Sa construction fut effectuée sur le bord du lac de Milwaukee par deux professionnels de la construction navale à l'ancienne et de nombreux bénévoles. Il a été baptisé du nom d'un célèbre capitaine du XIXe siècle naviguant sur les Grands Lacs.
Pour répondre à la certification de la garde côtière des États-Unis pour naviguer avec des passagers, le Denis Sullivan a bénéficié d'un plus grand tirant d'eau pour sa stabilité et des moyens modernes d'étanchéité.
Le Denis Sullivan propose des sorties à la journée pour une cinquantaine de passagers et des croisières pour une vingtaine pour l'apprentissage de la navigation à voiles.

### Sources
- (en) Cet article est partiellement ou en totalité issu de l’article de Wikipédia en anglais intitulé « Denis Sullivan (schooner) » (voir la liste des auteurs).
- Chapman, Great sailing ships of the world par Otmar Schäuffelen, 2005 (page 354)  (ISBN 1-58816-384-9).